# Don Messick
Donald Earl "Don" Messick (Buffalo, Nueva York; 7 de septiembre de 1926-Salinas, California; 24 de octubre de 1997) fue un actor de voz estadounidense, uno de los más prolíficos de la segunda mitad del siglo XX. Fue famoso por hacer la voz de varios personajes de Hanna-Barbera como Scooby-Doo y Scrappy-Doo, Oso Bubu, Patán de Los autos locos y El escuadrón diabólico, Astro de Los Supersónicos y el padre de Jonny Quest, Benton Quest.

## Biografía
Una de sus aspiraciones fue ser un ventrílocuo, y por un tiempo se dedicó a ello. Su primera oportunidad como actor de voz llegó a mediados de los años 1940. En MGM, Tex Avery estaba haciendo los dibujos animados de Droopy. El actor de voz y radio Bill Thompson, no estaba disponible. Daws Butler, quien hacía la voz de algunos personajes en MGM, sugirió a Avery que hablara con Don Messick. Y así, Messick fue llamado para hacer la voz de Droopy.
Messick y Butler trabajaron para Hanna-Barbera en 1957 debido al programa The Ruff & Reddy Show. Don era Ruff el gato y el profesor Gizmo. Butler era el perro con acento sureño, Reddy. Messick además era el narrador del programa.
Entre 1957 y 1965, Butler y Messick le dieron la voz a un gran número de personajes. Los personajes que hacía Messick eran mayoritariamente secundarios, acompañantes de los protagonistas. Sus roles más notables fueron “Boo-Boo,” “Ranger Smith”, “Major Minor”, “Pixie Mouse”, “Astro”, y “Uniblab”. Messick utilizaba más su habilidad para la narración, podía ser oído en todos los dibujos animados donde aparecía también Daws Butler. Por ejemplo, el narrador de Tiro Loco McGraw era Don Messick, mientras que la voz del personaje la hacía Butler.
Messick trabajó en otra serie: Ricochet Rabbit. El personaje principal era acompañado por Droop-a-Long. Mel Blanc hacía la voz del acompañante.
Messick se destacó por su trabajo en los dibujos animados con temática espacial. Su habilidad para crear sonidos de extrañas criaturas ayudó enormemente al mundo de los dibujos animados. Su voz fue dada a personajes como “Vapor Man,” “Dr. Benton Quest” y “Multi Man.”
En 1969 se dedicó a hacer la voz del perro “Scooby-Doo” para la serie ¿Scooby-Doo dónde estás?. Gracias a este trabajo su popularidad creció al igual que su fama. Trabajó como el Gran Danés durante varias versiones de Scooby-Doo: en TV entre 1969 y 1985, cuatro películas para televisión y un gran número de comerciales. Messick aún hacía la voz cuando fue creado Un cachorro llamado Scooby-Doo, transmitido entre 1988 y 1991.
A mediados de los años 1980, fueron producidos nuevos episodios de Los Supersónicos. Messick volvió a trabajar como Astro, RUDI, y un nuevo personaje llamado Uniblab, un robot que trabajaba para el Sr. Cosmo (voz hecha por Mel Blanc).
Su voz de narrador fue usada en Las olimpiadas de la risa en 1977 y en Hong Kong Phooey en 1974. En los años 1980, su mayor papel fue Ratchet el Autobot en Transformers. Además hizo la voz de Papá Pitufo en Los Pitufos entre 1981 y 1990. En los años 1990, hizo la voz de Hamton en Tiny Toon Adventures de FOX entre 1991 y 1995. Volvió a trabajar como Droopy para Droopy: Master Detective en 1993.

## Muerte
En 1996 sufrió un accidente cerebrovascular mientras grababa voces en un estudio. Se dice que Messick se puso pálido, miró al director y le dijo: «No puedo seguir haciendo esto», luego subió a su auto y se dirigió a casa. Una semana más tarde, el representante de Messick mandó una carta anunciando su retiro.
El 24 de octubre de 1997, a los 71 años, sufrió un segundo accidente y murió.